# Шишкина, Валерия Юрьевна
Вале́рия Ю́рьевна Ши́шкина (род. 4 января 1952, Махачкала, Дагестанская АССР, СССР) — российская журналистка, писательница, переводчица, педагог, кандидат психологических наук. В 2001 году основала ежедневный сетевой литературно-философский журнал «Топос», ставший одним из наиболее известных и авторитетных изданий Рунета. С июня 2004 года и по настоящее время является его главным редактором.

## Биография
Выросла в Грозном, окончила грозненскую среднюю школу № 3.
Училась в Пятигорском государственном институте иностранных языков, Чечено-ингушском государственном университете, аспирантуре Московского государственного педагогического института иностранных языков им. Мориса Тореза. Имеет два высших образования (филологическое, психологическое). Защитила кандидатскую диссертицию в Институте психологии АН СССР по специальности «Мышление и речь».
Работала преподавателем в Московском инженерно-физическом институте, переводчица
ом в США.
Имеет ранг профессора икебаны школы Икэнобо (Киото, Япония).
С 1974 года живёт в Москве.
Муж — Анатолий Владимирович Шишкин, дочь — Валерия Анатольевна.

## Журнал «Топос»
Уникальность редактируемого Валерией Шишкиной журнала заключается в сочетании профессионализма и новаторства, когда на одной площадке соседствуют авторы противоположных взглядов на жизнь и литературу, контрастируют эстетики и индивидуальные поэтики авторов. Пишет философ и критик Сергей Роганов в «НГ EX LIBRIS» «Независимой газеты» в 2008 году: «Литературно-философский журнал „Топос“ появился в 2001 году усилиями Валерии Шишкиной, филолога, психолога и к тому же специалиста японской икебанной школы Икенобо… Вы можете критиковать те или иные тексты, вы можете насмехаться или наслаждаться, но так или иначе вы вернетесь к одному из топосов виртуального пространства, где рождаются новые смыслы… Жизнь продолжается, и она порождает систему новых зеркал — словесность нового времени и новых её проводников. „Топос“ — один из проводников».
Сочетание классической рубрикации и независимых редакторских проектов внутри «Топоса», а также идеологическая неангажированность обеспечивают высокую степень свободы в отражении быстро меняющейся жизни российской словесности. Сама Валерия Шишкина так прокомментировала связь между концепцией журнала и её опытом жизни и образования в интервью Интернет-газете «Взгляд»: «Это к вопросу о целостности. Все, что характеризуется свойствами процесса, столь же стремится восстать из хаоса, сколь и распасться. Человек обладает властью способствовать как первому, так и второму. Я отношу себя к созидателям. В 90-е годы, да и сейчас, я то и дело мысленно возвращаюсь к проблеме целостности. Мое образование — [романо-германская филология], а диссертацию защищала по общей психологии. И это, самой собой, сформировало мое мировоззрение, но опыт сильных переживаний — дальнейшие события в стране и в моей жизни, характеризующиеся изрядной долей хаоса, — позволил заново увидеть свою страну, окружающих, себя; этот опыт значительно расширил границы сознания. Повлияло на него и изучение Икебаны с известными учителями. Классическую икебану, созданную на основе древней китайской философии и японской практики, следует воспринимать как проекцию самого мироздания. Если текст образует собой целостный мир — это значительное достижение и в литературном жанре, и в любом художественном, творческом проекте, включая и периодические издания».

## Награды
- Медаль «Ревнителю просвещения» Академии российской словесности — за создание и развитие сетевого литературно-философского журнала «Топос»